# Savoy (группа)
Savoy — норвежско-американская рок-группа, в состав которой входят Пол Воктор-Савой (известен как гитарист группы a-ha) (вокал/гитара/бас/клавишные), Лорен Савой (вокал/гитара) и Фруде Унеланн (барабаны/перкуссия/бэк-вокал). Группа была основана в 1994 году и выпустила 5 студийных альбомов.
Savoy завоевала большой успех в Норвегии. Они были номинированы на 3 норвежские премии Грэмми и получила 2 из них, в 2000 и 2002. Самые известные хиты группы: «Velvet», «Rain», «Star», «Grind You Down», «If You Won’t Come to the Party» и «Whalebone». Всего у группы продано примерно 200 000 дисков.
Группа не имеет ни малейшего отношения к Савою Брауну.

## Участники группы
- Пол Воктор-Савой — вокал, гитара, бас, клавишные
- Лорен Савой — вокал, гитара
- Фрод Уннеланд — барабаны, бэк-вокал

## Дискография

### Студийные альбомы
| Year | Title                                | Label              |
| ---- | ------------------------------------ | ------------------ |
| 1996 | Mary is Coming                       | Warner Bros.       |
| 1997 | Lackluster Me                        | EMI                |
| 1999 | Mountains of Time                    | EMI                |
| 2001 | Reasons to Stay Indoors              | EMI                |
| 2004 | Savoy                                | Eleventeen Records |
| 2018 | See The Beauty In Your Drab Hometown | Drabant Music      |
| 2024 | Under                                |                    |

### Сборники
| Year | Title                 | Label     |
| ---- | --------------------- | --------- |
| 2007 | Savoy Songbook Vol. 1 | Universal |